# Hospice for Romantic Hearts
Hospice for Romantic Hearts är ett album av och med countrysångaren Jonas Otter, utgivet 2007. Ledspåret till albumet heter just "Hospice for Romatic Hearts". Andra låtar som blev välkända är "When Love Says Goodbye", duett med Tone Norum, och "Mama oh Mama".

## Låtlista
1. "Hospice for Romantic Hearts"
2. "Mama oh Mama"
3. "When Love Says Goodbye"
4. "Really Gone Gone"
5. "I'm All Country Now"
6. "If You Don't Love Me Anymore"
7. "The Right to Remain Silent"
8. "I Can't Decide"
9. "Falling Into You"
10. "All In"
11. "Nobody Knows That Girl"